# パレス・オブ・ザ・ファンズ
パレス・オブ・ザ・ファンズ（Palace of the Fans）は、アメリカのオハイオ州シンシナティにかつて存在した野球場。1902年から1911年までシンシナティ・レッズの本拠地だった。
1884年からレッズが本拠地にしていたリーグ・パークが1901年のシーズン終了後に火事で焼失したため、跡地に建設された。1911年のシーズン終了後に、パレス・オブ・ザ・ファンズもまた火災に遭い焼失してしまい、跡地にクロスリー・フィールドが建てられた。
| 前本拠地： リーグ・パーク 1884 - 1901 | シンシナティ・レッズの本拠地 1902 - 1911 | 次本拠地： クロスリー・フィールド 1912 - 1970 |